# Alseuosmiaceae
Alseuosmiaceae là danh pháp khoa học cho một họ thực vật trong bộ Cúc (Asterales), được tìm thấy tại New Caledonia, New Guinea, New Zealand và miền đông Australia. Hiện tại không có tên gọi bằng tiếng Việt cho họ này, trong khi trong tiếng Trung nó được gọi là 假海桐科 (giả hải đồng khoa).
Các loài cây trong họ này là cây bụi với các lá đơn, mọc so le, xoắn hay vòng, với mép lá nguyên hay khía răng cưa. Các hoa mọc đơn độc ở nách lá hay đầu cành hoặc tổ hợp lại thành chùm hoa nhưng ít khi có dạng cành hoa. Hoa với bầu nhụy hạ, tràng hoa thường hình ống. Quả là dạng quả mọng, chứa nhiều hạt nhỏ.

## Phân loại
Họ này theo APG III chứa 4 chi và khoảng 10 loài.
- Alseuosmia: Khoảng 5 loài
- Crispiloba
- Wittsteinia
- Platyspermation (chuyển từ họ Escalloniaceae sang)[1][2][3].